# Nguyễn Công Huân
Nguyễn Công Huân (7 tháng 3 năm 1953 – 6 tháng 4 năm 2018) là một sĩ quan cấp cao trong Quân đội nhân dân Việt Nam, hàm Thiếu tướng. Ông nguyên là Cục trưởng Cục Doanh trại Quân đội nhân dân Việt Nam.

## Thân thế binh nghiệp
Nguyễn Công Huân sinh ngày 7 tháng 3 năm 1953, quê quán tại xã Trung Nguyên, huyện Yên Lạc, tỉnh Vĩnh Phúc.
- Tháng 10-1972 đến tháng 2-1977: Học tại Trường Đại học Kiến trúc.
- Tháng 3-1978 đến tháng 1-1979: Công nhân viên quốc phòng (giáo viên Trường Đại học Kỹ thuật Quân sự).
- Từ tháng 2-1979 đến tháng 7-1989 là giáo viên Trường Đại học Kỹ thuật Quân sự (thiếu úy, trung úy, thượng úy, đại úy; vào Đảng ngày ngày 25 tháng 3 năm 1982 chính thức ngày 25 tháng 9 năm 1983)
- Tháng 8-1989 đến tháng 12-1989: Thiếu tá, Trợ lý Cục Xây dựng cơ bản, Tổng cục Hậu cần.
- Tháng 1-1990 đến tháng 7-1993: Thiếu tá, Trợ lý Cục Xây dựng QLNĐ/TCHC.
- Tháng 8-1993 đến tháng 11-1994: Trung tá, Trợ lý Cục Xây dựng QLNĐ/TCHC.
- Tháng 12-1994 đến tháng 11-1999: Trung tá, Thượng tá, Trưởng phòng Kỹ thuật, Cục Xây dựng QLNĐ/TCHC (bổ túc HVHC năm 1997).
- Tháng 12-1999 đến tháng 8-2001: Thượng tá, Phó cục trưởng Cục Xây dựng QLNĐ/TCHC.
- Tháng 9-2001 đến tháng 6-2004: Đại tá, Phó cục trưởng Cục Xây dựng QLNĐ/TCHC (HVQP từ tháng 7-2003 đến tháng 1-2004).
- Tháng 7-2004 đến tháng 7-2009: Đại tá, Đại tá NL1, Cục trưởng Cục Xây dựng QLNĐ/TCHC, Đảng ủy viên Đảng ủy Tổng cục, Phó BT Đảng ủy Cục Doanh trại.
- Tháng 8-2009 đến tháng 7-2014: Thiếu tướng, Cục trưởng Cục Xây dựng QLNĐ/TCHC (Thiếu tướng nâng lương tháng 8-2013), Đảng ủy viên Đảng ủy Tổng cục, Phó BT Đảng ủy Cục Doanh trại

Sau khi nghỉ hưu, ông trú ở số nhà 6, C14, Khu đô thị Mỹ Đình 1, phường Cầu Diễn, quận Nam Từ Liêm, TP Hà Nội.
16h58 ngày 6 tháng 4 năm 2018, ông qua đời tại Bệnh viện Trung ương Quân đội 108 do bệnh nặng.

## Phong thưởng
Đảng viên Đảng Cộng sản Việt Nam
- Huy hiệu 30 năm tuổi Đảng[1]
- Huân chương Bảo vệ Tổ quốc hạng nhất[1]
- Huân chương Chiến công hạng nhất[1]
- Huân chương Chiến sỹ vẻ vang hạng nhất, nhì, ba[1]
- Huy chương Quân kỳ quyết thắng.[1]